# Elecciones parlamentarias de Hungría de 1947
Las segundas elecciones parlamentarias de la Segunda República Húngara se llevaron a cabo el 31 de agosto de 1947, siendo conocidas como las infames Elecciones "Papeleta Azul". El Partido Comunista Húngaro, que había sufrido una aplastante derrota en las anteriores elecciones, consolidó formalmente su poder utilizando la táctica del salami. Este hecho, combinado con el debilitamiento de la oposición y una nueva ley electoral (se excluyo a casi un 10% del padrón electoral), llevo a mayores ganancias comunistas. Fueron las últimas elecciones remotamente competitivas en Hungría hasta 1990.

## Contexto
En el verano de 1947, durante la ocupación soviética, Hungría se preparaba para unas nuevas elecciones. Los comunistas esperaban que la crisis interna del partido gobernante, el Partido Independiente Cívico de los Pequeños Propietarios y de los Trabajadores Agrarios (o Partido de los Pequeños Propietarios), que había obtenido mayoría absoluta en la anterior elección, jugara en su favor para darles la victoria en la siguiente legislatura. El tema central de su campaña era el carácter nacional del partido; durante los años de la coalición, los comunistas se habían presentado como defensores de los intereses nacionales y como herederos de la tradición húngara. No obstante, la popularidad real de los comunistas dentro de la población húngara era considerada, más bien, baja.
Para mediados de 1947, Hungría y Checoslovaquia eran los únicos países de Europa del Este que mantenían un régimen democrático, mientras que los demás países de la región o bien ya eran estados socialistas (Albania, Yugoslavia, Polonia, Bulgaria) o bien los comunistas ya se habían hecho con el poder y el sistema parlamentario había desaparecido de facto (como el Reino de Rumania, cuyo rey sería depuesto tan solo cuatro meses después). La influencia soviética en Hungría, sin embargo, ya era notoria. A pesar de haberse mostrado cercano a la idea del Plan Marshall el año anterior, el 10 de julio, el gobierno húngaro declaró su abstención para con la conferencia en la que se discutiría el mismo, por presión del Ejército Rojo. Días después se creó una Oficina de Planificación del Estado, bajo un plan de tres años liderado por los comunistas, que entró en vigor oficialmente el 1 de agosto. Estos dos acontecimientos demostraban la politización de las cuestiones económicas del país, y marco un punto de inflexión que comenzó a distanciar a Hungría de las demás democracias occidentales.

## Proceso electoral
Las elecciones se llevaron a cabo bajo una nueva ley electoral (llamada "Lex Sulyok"),  que excluyó a unas 466.000 personas (casi una décima parte del electorado) de la votación por su afiliación al Partido de la Cruz Flechada antes de la guerra, aún con los partidos de extrema derecha proscritos de las elecciones. Con el fin de garantizar una victoria comunista, el MKP recurrió al fraude electoral (se confirmó posteriormente que al menos 50.000 papeletas fraudulentas fueron introducidas en las urnas durante estas elecciones). Sin embargo, el descontento de la población hacia las agresiones comunistas contra la población civil y el gobierno se vio confirmado con una reducida victoria de obteniendo la primera minoría, obteniendo tan solo el 22% de los votos. Los socialdemócratas recibieron una cantidad de votos similar. A pesar a la desmoralización del Partido de los Pequeños Propietarios, este pudo mantener un gobierno de coalición con el Partido Popular Democrático, que obtuvo un buen resultado, cosa que preservaría, al menos hasta la unificación forzosa de todos los partidos políticos dos años más tarde, la débil democracia húngara.

## Resultados
| Partido                                                                                  | Votos     | %     | Escaños           | Escaños        | Escaños | Escaños |
| Partido                                                                                  | Votos     | %     | Circunscripciones | Lista nacional | Total   | +/–     |
| ---------------------------------------------------------------------------------------- | --------- | ----- | ----------------- | -------------- | ------- | ------- |
| Partido Comunista Húngaro                                                                | 1,111,001 | 22.25 | 79                | 21             | 100     | +30     |
| Partido Popular Demócrata Cristiano                                                      | 824,259   | 16.50 | 58                | 2              | 60      | Nuevo   |
| Partido Independiente Cívico de los Pequeños Propietarios y de los Trabajadores Agrarios | 766,000   | 15.34 | 54                | 14             | 68      | –177    |
| Partido Socialdemócrata de Hungría                                                       | 742,171   | 14.86 | 53                | 14             | 67      | –2      |
| Partido de la Independencia Húngara                                                      | 670,751   | 13.43 | 47                | 2              | 49      | Nuevo   |
| Partido Nacional Campesino                                                               | 413,409   | 8.28  | 29                | 7              | 36      | +13     |
| Partido Democrático Húngaro Independiente                                                | 262,109   | 5.25  | 18                | 0              | 18      | Nuevo   |
| Partido Radical Húngaro                                                                  | 85,535    | 1.71  | 6                 | 0              | 6       | +6      |
| Liga de Mujeres Cristianas                                                               | 69,363    | 1.39  | 4                 | 0              | 4       | Nuevo   |
| Partido Cívico Democrático                                                               | 49,740    | 1.00  | 3                 | 0              | 3       | +1      |
| Votos en blanco/anulados                                                                 | 31,950    | –     | –                 | –              | –       | –       |
| Total                                                                                    | 5,026,288 | 100   | 351               | 60             | 411     | +2      |
| Fuente: Nohlen & Stöver                                                                  |           |       |                   |                |         |         |